# 1989年3月逝世人物列表
1989年逝世人物列表：1月 - 2月 - 3月 - 4月 - 5月 - 6月 - 7月 - 8月 - 9月 - 10月 - 11月 - 12月
1989年3月逝世人物列表，是用於匯總1989年3月期間逝世人物的列表。

## 依日期排序

### 1日
- Mukul Dey，93歲，印度藝術家（干點蝕刻）。
- 瓦桑達達·帕蒂爾，71歲，印度政治家，拉賈斯坦邦州長。[1]
- Odie Payne，62歲，美國藍調鼓手。[2]
- 弗蘭克·普雷斯頓（Frank W. Preston），92歲，英裔美國工程師、生態學家和環保主義者。[3]
- Mark M. Ravitch，78歲，美國外科醫生（外科主食），結腸癌和前列腺癌。[4]

### 2日
- 46歲的羅馬尼亞電工和畫家利維烏·科內爾·巴貝什（Liviu Cornel Babeș）自焚自殺，以示政治抗議。
- 約翰·布萊恩斯（John Bryans），英國演員（布萊克的7歲）。
- 路易吉·菲爾波（Luigi Firpo），74歲，義大利歷史學家和政治家。
- 陶馬什·柯特茲（Tamás Kertész），59歲，匈牙利國際足球運動員和教練（匈牙利費倫茨瓦羅西）。
- 歐內斯特·史蒂文·蒙泰羅（Ernest Steven Monteiro），84歲，新加坡醫生，新加坡駐美國，柬埔寨和巴西大使，肝衰竭。[5]

### 3日
- 理查·莫裡斯（Richard B. Morris），84歲，美國歷史學家，黑色素瘤。[6]
- 董其武，89歲，中國人民解放軍上將。[7]
- 維陶塔斯·維丘利斯（Vytautas Vičiulis），37歲，立陶宛畫家，自焚作為政治抗議。[8]

### 4日
- 阿迦·易卜拉欣·阿克拉姆（Agha Ibrahim Akram），65歲，巴基斯坦陸軍上將。
- Tiny Grimes，72歲，美國爵士樂和R&B吉他手，腦膜炎。[9]
- 維克多·尼基福羅夫，57歲，蘇聯冰球運動員和奧運會金牌得主。[10]
- 69-70歲的愛德華·馬庫卡·恩科洛索（Edward Makuka Nkoloso）是尚比亞抵抗運動的成員，他計劃擊敗美國和蘇聯登上月球。[11]

### 5日
- 普里特維·辛格·阿扎德（Prithvi Singh Azad），96歲，印度獨立活動家，Ghadar黨創始人。[12]
- 72歲的美國海岸警衛隊軍官丹尼爾·韋伯斯特·克拉夫（Daniel Webster Cluff）從SS彭德爾頓（SS Pendleton）救出了32名倖存者。[13]
- 詹姆斯·埃德溫·道爾（James Edwin Doyle），86歲，美國廣告主管，Doyle Dane Bernbach代理公司的聯合創始人，肺氣腫。[14]
- 里士滿·巴泰（Richmond Barthé），88歲，美國半身像雕塑家。[15]

### 6日
- 哈裡·安德魯斯（Harry Andrews），77歲，英國演員（《山丘》、《痛苦與狂喜》）。[16]
- Alla Ilchun，62歲，中國出生的哈薩克時裝模特。[17]
- 拉賈·海珊·汗（Raja Hossain Khan），50-51歲，孟加拉國作曲家和小提琴家，交通事故。
- 弗蘭卡·馬齊（Franca Marzi），62歲，義大利電影女演員（《卡比里亞之夜》）。
- 阿米爾·哈比布拉·汗·薩阿迪（Amir Habibullah Khan Saadi），79歲，印度出生的巴基斯坦自由鬥士。

### 7日
- Paul Boesch，76歲，美國職業摔跤手和贊助者（休斯頓摔跤），心臟病發作。[18]
- 傑里·拜沃特斯（Jerry Bywaters），82歲，美國藝術家，博物館館長和藝術評論家。[19]
- Jean Colin，83歲，英國女演員。[20]
- Avis DeVoto，84歲，美國烹飪編輯和廚師，胰腺癌。
- 奇亨度，28-29歲，韓國詩人（《我嘴裏的黑葉》）。[21]
- 賈德森·菲力浦斯（Judson Philips），85歲，美國作家，肺氣腫。[22]
- 諾曼·桑德斯（Norman Saunders），82歲，美國商業藝術家。
- 傑克·斯坦頓（Jack Stanton），67歲，美國NBL籃球運動員（安德森·達菲包裝工隊）。
- Karel Velebný，57歲，捷克爵士音樂家和作曲家。

### 8日
- Elisaveta Bykova，75歲，蘇聯國際象棋選手，雙料女子國際象棋世界冠軍。[23]
- 查理斯·埃克斯布雷亞特，82歲，法國小說作家。
- 斯圖爾特·漢布倫（Stuart Hamblen），80歲，美國歌手和詞曲作者（This Ole House），比利·格雷厄姆（Billy Graham）十字軍，腦癌。[24]
- 赫爾曼·科根（Herman Kogan），74歲，美國記者（《芝加哥每日新聞》，《芝加哥太陽時報》）。[25]
- 羅伯特·拉科斯特（Robert Lacoste），90歲，法國社會主義政治家，國民議會議員和參議員。
- Chhuttan Lal Meena，68歲，印度政治家，國會議員。
- 斯坦利·維傑桑德拉（Stanley Wijesundera），65歲，斯裡蘭卡生物化學教授，可倫坡大學副校長，被暗殺。[26]

### 9日
- Kermit Beahan，70歲，美國空軍軍官，Bockscar原子彈飛行的投彈手，心臟病發作。[27]
- 安德列·霍內斯（André Hornez），83歲，法國抒情詩人（C'est si bon;Rien dans les mains， rien dans les poches）.
- 羅伯特·梅普爾索普（Robert Mapplethorpe），42歲，美國攝影師，愛滋病併發症。[28]
- 山姆·梅爾維爾（Sam Melville），52歲，美國影視演員，心力衰竭。.[29]
- 肖恩·奥沙利文（Sean O'Sullivan），37歲，加拿大政治家和羅馬天主教神父，白血病。[30]
- Mihemed Şêxo，41歲，庫爾德民謠歌手。
- 希尔达·斯特赖克，78歲，加拿大田徑運動員和奧運獎牌得主。[31]

### 10日
- 哈斯勒·惠特尼，81岁，美国数学家。
- 塞爾溫·傑普森（Selwyn Jepson），89歲，英國懸疑和偵探作家兼編劇（《奔跑的人》）。
- 模里齊奧·梅利（Maurizio Merli），49歲，義大利電影演員（《卡特內》《暴力羅馬》），心肌梗塞。

### 11日
- 威廉·查利（William Challee），84歲，美國演員（Five Easy Pieces）。[32]
- 約瑟夫·費里奧拉（Joseph Ferriola），61歲，美國黑幫，芝加哥服裝公司的老闆，心臟移植后併發症。[33]
- James Kee，71歲，美國政治家，美國眾議院議員。[34]
- 约翰·J·麦克洛伊（John J. McCloy），93歲，美國外交官和總統顧問，戰爭助理部長，肺水腫。[35]
- 愛德華·威克斯（Edward A. Weeks），91歲，美國作家，《大西洋月刊》編輯。[36]

### 12日
- 莫里斯·埃文斯（Maurice Evans），87歲，英國演員（《人猿星球》），（《迷惑》），心力衰竭。[37]
- 雅各·金佩爾（Jakob Gimpel），82歲，波蘭出生的音樂會鋼琴家。[38]
- 武藤清，86歲，日本建築師和結構工程師（慶應義塾廣場酒店霞關大廈）。[39]
- 約翰·巴蒂斯特·盧修斯·諾埃爾，99歲，英國登山家和電影製片人（1924年英國珠穆朗瑪峰探險隊）。[40]
- 切特·蘇打（Chet Soda），80歲，美國商人，奧克蘭突襲者隊總經理。
- 卡洛斯·特裡，32歲，美國NBA籃球運動員（華盛頓子彈隊），車禍。[41]
- 路易吉·托西（Luigi Tosi），73歲，義大利演員。

### 13日
- 86歲的英國航空工程師L. E. Baynes開發了飛毛腿滑翔機。
- 卡爾·達爾豪斯（Carl Dahlhaus），60歲，德國音樂學家，腎衰竭。
- 卡爾·馮·霍恩（Carl von Horn），85歲，瑞典陸軍上將。
- Aubrey Menen，76歲，英國作家和戲劇評論家。[42]
- 詹姆斯·奧哈拉（James G. O'Hara），63歲，美國軍人和政治家，美國眾議院議員，肺癌。[43]
- Fahrettin Özdilek，90-91歲，土耳其陸軍將軍和政治家，土耳其代理總理。

### 14日
- 愛德華·艾比（Edward Abbey），62歲，美國作家（《猴子扳手幫》，《沙漠紙牌》），環保主義者和無政府主義者，手術併發症。[44]
- 斯蒂芬·貝克特爾（Stephen Bechtel Sr.），88歲，貝克特爾公司（Bechtel Corporation）美國總裁。[45]
- 查理斯·比林斯利（Charles Billingslea），74歲，美國陸軍將軍（傑出服務十字勳章），肺炎。[46]
- 查理斯·羅伊·亨德森（Charles Roy Henderson），77歲，美國統計學家（最佳線性無偏預測），動物育種先驅。[47]
- 快樂漢弗萊，62歲，美國摔跤手，有史以來最重的職業摔跤手（364公斤），心臟病發作。[48]
- 馬克·基爾羅伊（Mark Kilroy），21歲，美國人，在墨西哥被綁架和謀殺。[49]
- Omar Knedlik，72歲，美國發明家和商人（ICEE冷凍飲料）。[50]
- 蒂莫西·邁耶斯（Timothy Meyers），43歲，美國演員（《油脂》），愛滋病。[51]
- 埃貢·莫比澤（Egon Morbitzer），62歲，德國小提琴家，柏林國家管弦樂團首席，癌症。
- 格拉迪斯·派爾（Gladys Pyle），98歲，美國政治家，美國參議員。[52]
- 波旁-帕尔马的齐塔，96歲，匈牙利最後一位女王和奧地利皇后，查理一世的妻子。[53]

### 15日
- 亨利·卡斯（Henry Cass），85歲，英國導演。
- Muhammad Jameel Didi，73歲，瑪律地夫政治家，司法部長兼總檢察長。[54]

### 16日
- 雷蒙德·阿弗萊克（Raymond Affleck），66歲，加拿大建築師，建築公司Arcop（溫哥華伊莉莎白女王劇院）的創始人。[55]
- 喬治·布隆德（Georges Blond），82歲，法國作家，法西斯主義的同情者。
- 埃迪·布欽斯基（Eddie Buczynski），42歲，美國考古學家，Wicca的追隨者，寄生蟲感染。[56]
- 赫蘇斯·瑪麗亞·德·萊佐拉，92歲，西班牙政治家，巴斯克流亡政府主席。[57]
- 喬治·林恩（George Lynn），73歲，美國作曲家、指揮家和鋼琴家。[58]
- 73歲的英國聖公會牧師馬庫斯·莫裡斯（Marcus Morris）創立了《鷹》周刊漫畫。
- 艾倫·雷德帕斯（Alan Redpath），82歲，英裔美國傳教士和作家。

### 17日
- Beulah Ream Allen，92歲，美國護士和醫生，二戰期間的平民醫生（自由勳章）。
- Hemwati Nandan Bahuguna，69歲，印度政治家，北方邦首席部長，手術後患。
- 梅裡特·布翠克（Merritt Butrick），29歲，美國演員，弓形蟲病併發愛滋病。
- 雅各·彼得·登·哈托格（Jacob Pieter Den Hartog），87歲，荷蘭裔美國機械工程師。
- 法爾曼·卡里姆扎德，52歲，亞塞拜然作家、編劇、電影導演和電影製片人，心臟病發作。

### 18日
- 海倫·比比（Helen Beebe），80歲，美國聾人教師，聽覺語言治療的先驅。
- 查理斯·比林斯利（Charles Billingslea），74歲，美國陸軍將軍（傑出服務十字勳章），肺氣腫。
- 哈罗德·杰弗里斯（Harold Jeffreys），97歲，英國地球物理學家，板塊構造學的反對者。
- 菊島隆三，75歲，日本作家和電影製片人（《血之王座》、《隱藏的堡壘》）。
- Piet Kruiver，51歲，荷蘭國際足球運動員（費耶諾德，PSV埃因霍溫，荷蘭）。
- 喬治·馬奧尼（George P. Mahoney），87歲，美國政治家。
- 威廉·奧蘭德（William Olander），38歲，美國新當代藝術博物館（New Museum of Contemporary Art）策展人，愛滋病。[59]
- 杜安·珀維斯（Duane Purvis），76歲，美國足球運動員和標槍運動員。
- Max Tishler，82歲，美國有機化學家，肺氣腫。[60]

### 19日
- Alan Civil，59歲，英國圓號演奏家，肝腎衰竭。[61]
- 諾米·格裡克，61歲，美國NBA籃球運動員（明尼阿波利斯湖人隊）。
- 埃塞爾·海斯（Ethel Hays），97歲，美國辛迪加漫畫家（Raggedy Ann）。
- 查理斯·蘭姆（Charles Lamb），88歲，英國舞臺、電影、廣播和電視演員（《戴爾夫人的日記》）。
- 瓦萊麗·奎內森（Valérie Quennessen），31歲，法國戲劇和電影女演員（《夏日戀人》《野蠻人柯南》），車禍。
- 喬·羅斯（Joe Rose），23歲，加拿大LGBT權利活動家，被謀殺。

### 20日
- 阿奇·布萊爾（Archie Bleyer），79歲，美國歌曲編曲家和樂隊領隊（Gordon MacRae節目），Cadence Records的創始人。[62]
- 艾倫·吉福德（Alan Gifford），78歲，美國出生的英國演員（2001年：太空漫遊）。
- 弗朗西斯·羅素（Francis Russell），79歲，美國作家（Sacco-Vanzetti案）。
- 迪娜·斯法特（Dina Sfat），50歲，巴西女演員。

### 21日
- Sneeze Achiu，86 歲，美國 NFL 足球運動員（代頓三角）。
- 大衛·凱恩斯，79歲，英國海軍少將，格林威治皇家海軍學院院長。
- 奧蒂斯·道格拉斯（Otis Douglas），77歲，美國NFL足球運動員和教練。[63]
- 路易士·杜普雷（Louis Dupree），63歲，美國考古學家和人類學家，肺癌。[64]
- 米爾頓·弗羅姆（Milton Frome），80歲，美國演員，充血性心力衰竭。[65]
- 約翰·肯尼斯·希利亞德（John Kenneth Hilliard），87歲，美國聲學和電氣工程師。

### 22日
- 朴嚴，64歲，韓國演員。
- Wally Heider，66歲，美國錄音工程師和錄音室老闆。[66]
- Gino Piserchio，44歲，美國演員、作曲家和音樂家，愛滋病患者。

### 23日
- F. W. S. Craig，69歲，蘇格蘭心理學家，自殺。
- 阿德里安·德施里弗（Adrien Deschryver），49歲，比利時攝影師和環保主義者，卡胡茲-比加國家公園（Kahuzi-Biega National Park）的首席管理員。
- 帕夫勒·格雷戈裡奇，96歲，南斯拉夫共產主義政治家，克羅埃西亞部長。
- 喬治·馬辛斯（George Marthins），83歲，印度曲棍球運動員和金牌得主。
- 鮑勃·麥克塔加特（Bob McTaggart），43歲，蘇格蘭政治家，國會議員，心臟病發作。
- Berl Repetur，86-87 歲，蘇聯出生的猶太復國主義活動家和以色列政治家。

### 24日
- 羅伯特·阿倫德爾，84歲，英國外交官，向風群島和巴巴多斯總督。
- 阿內特·科布（Arnett Cobb），70歲，美國男高音薩克斯管演奏家。[67]
- 魯本·大衛（Reuben David），76歲，印度動物學家。
- 愛德華·P·赫特（Edward P. Hurt），89歲，美式橄欖球、籃球和田徑教練。
- 聖朱利安·R·馬歇爾（St. Julien R. Marshall），85歲，美國海軍陸戰隊軍官，心肺驟停。

### 25日
- 賽義德·穆夫提，90歲，約旦政治家，約旦首相。
- C. L. Anandan，55歲，印度演員和製片人。
- 雷金納德·勒柏格（Reginald Le Borg），86歲，奧地利電影導演，心臟病發作。

### 26日
- 阿爾伯特·蓋裡斯（Albert Guérisse），77歲，比利時將軍和抵抗運動領袖。
- Māris Liepa，52歲，拉脫維亞芭蕾舞演員
- 瑪麗娜·裡德（Marina Ried），67歲，俄裔德國舞臺和電影女演員。
- 路易斯·威廉·沃爾特，76歲，美國海軍陸戰隊四星上將。
- 哈裡·威克斯（Harry Wicks），83歲，英國社會主義活動家（英國共產黨）。
- 海子，25歲，中國詩人，自殺。

### 27日
- May Allison，98歲，美國舞臺和無聲銀幕女演員（David Harum），呼吸衰竭。
- 唐·巴沙姆（Don Basham），62歲，聖經教師和作家。
- 马尔科姆·考利（Malcolm Cowley），90歲，美國作家、編輯、歷史學家、詩人和文學評論家，心臟病發作。[68]
- 克勞迪奧·桑托羅，69歲，巴西作曲家、指揮家和小提琴家。
- 傑克·斯塔雷特，52歲，美國演員和電影導演，腎衰竭。

### 28日
- 约瑟夫·阿德法拉辛（Joseph Adefarasin），67歲，奈及利亞律師和高等法院法官。
- 尼克·佈雷米根（Nick Bremigan），43歲，美國職業棒球大聯盟裁判。[69]
- 方治，93歲，中國政治家、外交官、作家、國民黨官員。
- 威廉·考克斯（William D. Cox），79歲，美國商人和體育主管。
- 伊恩·達林普爾（Ian Dalrymple），85歲，英國編劇，電影導演、剪輯師和製片人。
- 理查·埃利斯（Richard H. Ellis），69歲，美國空軍上將。
- Josiah Zion Gumede，69歲，辛巴威羅得西亞未被承認的總統。
- 亞瑟·希爾（Arthur Hill），94歲，愛爾蘭同齡人，唐郡侯爵（Marquess of Downshire）。
- 瑪德琳·奧澤雷（Madeleine Ozeray），80歲，比利時舞臺和電影女演員，癌症。
- 派翠克·瓦倫桑特（Patrick Vallençant），42歲，法國登山家和滑雪者，滑雪登山先驅，繩降事故。
- 洛克伍德·韋斯特，83歲，英國演員，癌症。
- 羅伯特·威爾克（Robert J. Wilke），74歲，美國影視演員。

### 29日
- 比利時伊瑪目阿卜杜拉·阿赫達爾（Abdullah al-Ahdal）被槍殺。
- 伯納德·布利爾（Bernard Blier），73歲，法國演員。[70]
- Chico Che，43歲，墨西哥音樂家，歌手和詞曲作者，中風。
- 費爾南德·甘比埃斯（Fernand Gambiez），86歲，法國陸軍上將。
- 亞歷山大·普羅科彭科，35歲，白俄羅斯國際足球運動員（蘇聯明斯克迪納摩），被食物噎住了。
- 萧劲光，86歲，中國人民解放軍海軍司令員，結腸癌。
- 尼古拉·斯坦哈特（Nicolae Steinhardt），76歲，羅馬尼亞作家，東正教僧侶和律師。
- 查理斯·泰勒（Charles Taylor），78歲，英國商人和政治家。

### 30日
- 比爾·查佩爾（Bill Chappell），67歲，美國政治家，美國眾議院議員，骨癌。[71]
- 彼得·達吉亞爾（Peter D'Aguiar），76-77歲，蓋亞那-葡萄牙商人和政治家，財政部長。
- 邁克·塞科夫斯基（Mike Sekowsky），65歲，美國漫畫家。
- 阿爾托·托爾薩（Arto Tolsa），43歲，芬蘭足球運動員。
- 黃維，85歲，中國國民黨軍事將領。

### 31日
- 埃德加·埃裡克森（Edgar C. Erickson），92歲，美國陸軍少將，國民警衛隊局長。
- 弗朗西斯·H·拉塞爾（Francis H. Russell），84歲，美國駐突尼西亞、迦納和紐西蘭大使，心臟病發作。[72]
- Millard Sheets，81歲，美國藝術家和建築設計師。[73]
- 卡洛斯·托巴厘納（Carlos Tobalina），63-64歲，秘魯出生的美國成人電影製片人和演員，自殺。

### 未知日期
- 朱麗葉·康普頓（Juliette Compton），89歲，美國女演員（《漢密爾頓女人》）。
- 邁克爾·拉伯克（Michael Lubbock），82歲，英國軍官和商人。
- 艾倫·莫根森（Allan H. Mogensen），87歲，美國工業工程師。
- 志賀義雄，88歲，日本共產黨黨員。